# 笑顔で愛してる
「笑顔で愛してる」（えがおであいしてる）は、シンガーソングライター種ともこが1989年に発表したシングル曲。アルバム『うれしいひとこと』（1990年）の先行シングルとして発表された。種のアルバム『ウタイツガレルウタ』（2006年）には、本作のセルフ・カバーが収録された。
1997年、声優の國府田マリ子にカバーされて、5thシングル（8cmシングル）として発表された。品番はKIDA-7624。このカバーを出して以降、種が國府田に多くの楽曲を提供し始める。カップリングの「屋上へゆこうよ」も6thアルバム『やってみよう』収録曲としてカバーしている。なお「屋上へゆこうよ」は種が長山洋子へ提供した楽曲のセルフカバーでもある。

## 収録曲

### 種ともこ版
1. 笑顔で愛してる
  - 作詞・作曲：種ともこ／編曲：西平彰／コーラスアレンジ：種ともこ
2. 屋上へゆこうよ
  - 作詞・作曲：種ともこ／編曲：奈良部匠平／コーラスアレンジ：種ともこ

### 國府田マリ子版
1. 笑顔で愛してる
  - 作詞・作曲：種ともこ、編曲：西脇辰弥
  - 文化放送ラジオ「CLUB db STATION」初代エンディングテーマ
  - 種ともこの原曲とは、冒頭の「ラララ」のパートが追加されている所や二番のBメロの後に短いギター演奏がある所、間奏及びエンディングで種が歌っていた箇所は國府田歌唱ではなく、西脇によるボコーダーボイスになっている等の違いがある。
2. どれだけ愛されるかじゃなくて
  - 作詞：國府田マリ子、作曲：松原みき、編曲：西川進
3. 笑顔で愛してる（オリジナル・カラオケ）
4. どれだけ愛されるかじゃなくて（オリジナル・カラオケ）